# Carl Verheijen
Carl Eduard Verheijen (* 26. května 1975 Haag, Jižní Holandsko) je bývalý nizozemský rychlobruslař.
Na konci roku 1996 se poprvé představil v závodě Světového poháru, roku 1999 debutoval 11. místem v desetikilometrovém závodu na Mistrovství světa na jednotlivých tratích. Prvních úspěchů dosáhl roku 2001, kdy na světovém šampionátu zvítězil na trati 10 km a na poloviční trati vybojoval stříbrnou medaili. Na těchto dvou distancích pravidelně získával na světových šampionátech cenné kovy i v následujících letech, do roku 2007 to bylo celkem deset medailí, z toho dvě zlaté. Na Zimních olympijských hrách 2002 se v závodě na 5000 m umístil na šesté příčce, z Mistrovství Evropy toho roku si přivezl stříbro a na světovém vícebojařském šampionátu byl čtvrtý. V sezóně 2002/2003 vyhrál celkové pořadí Světového poháru na dlouhých tratích. Na kontinentálním šampionátu 2004 získal opět stříbro, na Mistrovství světa ve víceboji 2004 si dobruslil pro bronz a o rok později vybojoval evropský bronz. Na mistrovstvích světa získal zlaté medaile v závodech družstev v letech 2005, 2007 a 2009. Zúčastnil se zimní olympiády 2006, kde získal v závodě na 10 000 m bronz, na poloviční trati byl čtvrtý a ve stíhacím závodě družstev pomohl nizozemskému týmu k bronzu. Z Mistrovství Evropy i světa ve víceboji 2007 si odvezl bronzové medaile. Po sezóně 2009/2010 ukončil sportovní kariéru.
Je ženatý s bývalou rychlobruslařkou Andreou Nuytovou. Sám je synem bývalých rychlobruslařů Eddyho Verheijena a Rieneke Demmingové, jeho bratr Frank Verheijen je maratonský bruslař.